# Dressed for Success
Dressed for Success – singel szwedzkiego duetu Roxette. Został wydany w sierpniu 1989 jako pierwszy promujący album Look Sharp!.

## Utwory

### Strona A
- Dressed for Success (Look Sharp! mix)

### Strona B
- Dressed for Success (instrumental)
- Dressed for Success (wersja 7")
- The Voice